# El juicio de los padres
El juicio de los padres é uma telenovela mexicana, produzida pela Televisa e exibida em 1960 pelo Telesistema Mexicano.

## Elenco
- José Gálvez
- Virginia Manzano
- Freddy Fernández
- Silvia Suárez
- Luis Bayardo
- Dacia González
- Angel Garasa